# Senjutsu
Senjutsu (em japonês:  戦術, traduzido livremente como "tática e estratégia") é o décimo sétimo álbum de estúdio da banda britânica de heavy metal Iron Maiden, lançado em 3 de setembro de 2021.
Senjutsu é o segundo álbum duplo da banda e o primeiro álbum de estúdio da banda lançado desde The Book of Souls (2015), marcando esse período de quase seis anos como o maior intervalo entre dois álbuns de estúdio do Iron Maiden. Além disso, é o primeiro álbum de estúdio sem contribuições do guitarrista Dave Murray nas composições desde Powerslave (1984), bem como o primeiro a apresentar várias canções escritas individualmente pelo baixista Steve Harris desde Virtual XI (1998).
O nome do álbum é apresentado na arte da capa de duas maneiras: no lado direito pela grafia vertical japonesa real de "senjutsu" (戦 術) e no lado esquerdo por uma fonte que lembra caracteres japoneses.

## Recepção
| Críticas profissionais | Críticas profissionais |
| Pontuações agregadas   | Pontuações agregadas   |
| Fonte                  | Avaliação              |
| ---------------------- | ---------------------- |
| Metacritic             | 86/100                 |
| Avaliações da crítica  |                        |
| Fonte                  | Avaliação              |
| AllMusic               | [ 4 ]                  |
| Blabbermouth           | 9/10                   |
| Classic Rock           | [ 6 ]                  |
| The Guardian           | [ 7 ]                  |

No Metacritic, que atribui uma classificação normalizada de 100 às resenhas de publicações profissionais, o álbum obteve uma pontuação média de 86 com base em 11 resenhas, indicando uma "aclamação universal". 
Wall of Sound pontuou o álbum em 9/10, chamando-o de um "retorno épico e triunfante para os rapazes... mais equilibrado [do que The Book of Souls]... com algumas composições interessantes".
A Loudwire o elegeu como o 5º melhor álbum de rock/metal de 2021.

## Faixas
| Disco 1        |                           |                           |         |  |
| N.º            | Título                    | Compositor(es)            | Duração |  |
| 1.             | "Senjutsu"                | Adrian Smith Steve Harris | 8:20    |  |
| 2.             | "Stratego"                | Janick Gers Harris        | 4:59    |  |
| 3.             | "The Writing on the Wall" | Smith Bruce Dickinson     | 6:13    |  |
| 4.             | "Lost in a Lost World"    | Harris                    | 9:31    |  |
| 5.             | "Days of Future Past"     | Smith Dickinson           | 4:03    |  |
| 6.             | "The Time Machine"        | Gers Harris               | 7:09    |  |
| Duração total: | Duração total:            | Duração total:            | 40:15   |  |

| Disco 2        |                      |                 |         |  |
| N.º            | Título               | Compositor(es)  | Duração |  |
| 1.             | "Darkest Hour"       | Smith Dickinson | 7:20    |  |
| 2.             | "Death of the Celts" | Harris          | 10:20   |  |
| 3.             | "The Parchment"      | Harris          | 12:39   |  |
| 4.             | "Hell on Earth"      | Harris          | 11:19   |  |
| Duração total: | Duração total:       | Duração total:  | 41:38   |  |

## Créditos

### Iron Maiden
- Bruce Dickinson - vocais
- Dave Murray - guitarras
- Janick Gers - guitarras
- Adrian Smith - guitarras
- Steve Harris - baixo, teclados, coprodução
- Nicko McBrain - bateria

### Técnicos
- Kevin Shirley - produção, remixagem